# Choerodon schoenleinii
Choerodon schoenleinii es una especie de peces de la familia Labridae en el orden de los Perciformes.

## Morfología
Los machos pueden llegar alcanzar los 100 cm de longitud total.

## Distribución geográfica
Se encuentra desde las Islas Ryukyu hasta Australia y Indonesia. También en Mauricio.